# Tariq Ali

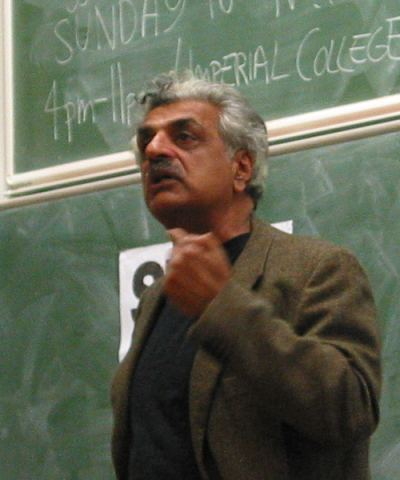
Tariq Ali

Tariq Ali (Lahore, 21 oktober 1943) is een Brits-Pakistaans historicus, romanschrijver, journalist, biograaf, toneelschrijver en televisie-en filmproducent, wiens werk idealistisch en politiek geëngageerd is.
Tariq Ali studeerde aan de Universiteit van Oxford waar hij betrokken raakte bij de politieke studentenbeweging, vooral de beweging tegen de Vietnamoorlog. Na zijn studies leidde hij de Vietnam Solidarity Campaign. Hij richtte een eigen onafhankelijke televisiemaatschappij op, Bandung, die programma’s maakte voor Channel 4 gedurende de jaren tachtig van de vorige eeuw.
Hij maakt anno 2005 nog steeds geregeld programma’s voor BBC Radio en schrijft artikelen en essays voor weekbladen en kranten zoals The Guardian en The London Review of Books. Hij is tevens de uitgeefdirecteur van de Londense filosofische uitgeverij VERSO en zetelt in de raad van de New Left Review, waarvoor hij ook als redacteur werkt.

### Boeken van Tariq Ali
- The Obama Syndrome: surrender at home, war abroad (Verso Books, 2011)
- The Trials of Spinoza (Seagull Books, 2011)
- The Nehrus and the Gandhis (Picador, 2005)
- Rough Music (Verso Books, 2005)
- A Sultan in Palermo (Verso Books, 2005)
- Speaking of Empire and Resistance: Conversations with Tariq Ali door Tariq Ali en David Barsamian (The New Press, 2005)
- Street-Fighting Years: An Autobiography of the Sixties (Verso Books, New Ed. 2005)
- Bush in Babylon (Verso Books, 2003)
- Clash of Fundamentalisms: Crusades, Jihads and Modernity (Verso Books, 2002)
- Masters of the Universe: NATO's Balkan Crusade (Verso Books, 2000)
- The Stone Woman (Verso Books, 2000)
- The Book of Saladin (Verso Books, 1998)
- Fear of Mirrors (Arcadia Books, 1998)
- Shadows of the Pomegranate Tree (Verso Books, 1992)
- Can Pakistan Survive? The Death of a State (Verso Books, 1991)
- Redemption (Chatto and Windus, 1990)
- Revolution from Above: Soviet Union Now (Hutchinson, 1988)
- Street Fighting Years: An Autobiography of the Sixties (HarperCollins, 1987)
- The Nehrus and the Gandhis: An Indian Dynasty (Chatto and Windus, 1985) (Ned. vert., Utrecht, 1985)
- Who's Afraid of Margaret Thatcher? In Praise of Socialism door Ken Livingstone en Tariq Ali (Verso Books, 1984)
- Trotsky for Beginners door Tariq Ali en Phil Evans (Writers' & Readers' Publishing Co-op, 1980)
- Chile, Lessons of the Coup: Which Way to Workers Power?
- Pakistan: Military Rule or People's Power (Jonathan Cape, 1970)

- Bibsys: 90132162
- Biblioteca Nacional de España: XX1083477
- Bibliothèque nationale de France: cb12404231x (data)
- Catàleg d'autoritats de noms i títols de Catalunya: 981058507503006706
- CiNii: DA0035105X
- Gemeinsame Normdatei: 120088800
- International Standard Name Identifier: 0000 0001 2146 8700
- Library of Congress Control Number: n79145473
- Nationale Bibliotheek van Letland: 000244093
- MusicBrainz: c944891d-fb93-414b-9e0b-f4bdde650cd3
- Bibliotheek van het Japanse parlement: 00431235
- Nationale Bibliotheek van Tsjechië: jn20031230035
- Nationale bibliotheek van Australië: 36568325
- Nationale Bibliotheek van Israël: 987007257685505171
- Nationale Bibliotheek van Polen: a0000001078573
- Nationale en Universitaire bibliotheek Zagreb: 000317762
- Nederlandse Thesaurus van Auteursnamen: 069977003
- Réseau des bibliothèques de Suisse occidentale: 02-A000005795
- Istituto Centrale per il Catalogo Unico: TO0V062148
- LIBRIS: 175698
- SNAC: w6zk97xs
- Système universitaire de documentation: 033145911
- Virtual International Authority File: 108230214
- WorldCat: E39PBJyMc7dfwVDT9RtGmvXrv3